# Rapporto di ramificazione
In fisica delle particelle e in fisica nucleare, il rapporto di ramificazione BR (dall'inglese branching ratio) per un dato canale di decadimento, indica la frazione di particelle che decadono seguendo quel particolare canale di decadimento rispetto al numero totale di particelle che decade in qualsiasi canale.
È uguale al rapporto della costante di decadimento parziale λP del canale di decadimento considerato, rispetto alla costante di decadimento totale λ:
{\displaystyle BR={\frac {\lambda ^{P}}{\lambda }}.}
Si usa caratterizzare ogni singolo canale di decadimento con un tempo di dimezzamento parziale τP che è tuttavia un termine ingannevole. Non è infatti vero che, dopo un tempo pari a τP, metà delle particelle è decaduta secondo il particolare canale di decadimento considerato. Il tempo di dimezzamento parziale è soltanto un altro modo per indicare la costante di decadimento parziale λP.
Per esempio, l'isotopo 132Cs che ha un tempo di dimezzamento {\displaystyle T_{\frac {1}{2}}} = 6.479 d, decade nel 98.1% dei casi per cattura elettronica EC o β+, e nel restante 1.9% dei casi decade β−. Le costanti di decadimento parziali, calcolate secondo la formula data, sono: λ(EC + β+) = 0.10 d e λβ- = 0.0020 d. I rispettivi tempi di dimezzamento risultano quindi pari a 6.60 d e 341 d. È chiaro che dopo un tempo pari a (6.60 + 341) d, quasi tutti i nuclei sono decaduti, non solo la metà come si potrebbe pensare a causa del termine fuorviante.
In generale, se una particella decade secondo N diversi canali di decadimento, la sua vita media τ (e quindi la sua costante di decadimento) è legata alle vite medie parziali τP dalla relazione:
{\displaystyle \lambda ={\frac {1}{\tau }}=\sum _{i=1}^{N}{\frac {1}{\tau _{i}^{P}}}=\sum _{i=1}^{N}\lambda _{i}^{P}}
Alcuni isotopi con un significativo rapporto di ramificazione BR sono 64Cu, 74Ar, 102Rh, 112In, 126I e 164Ho.